# Liste der Torschützenkönige der UEFA Conference League

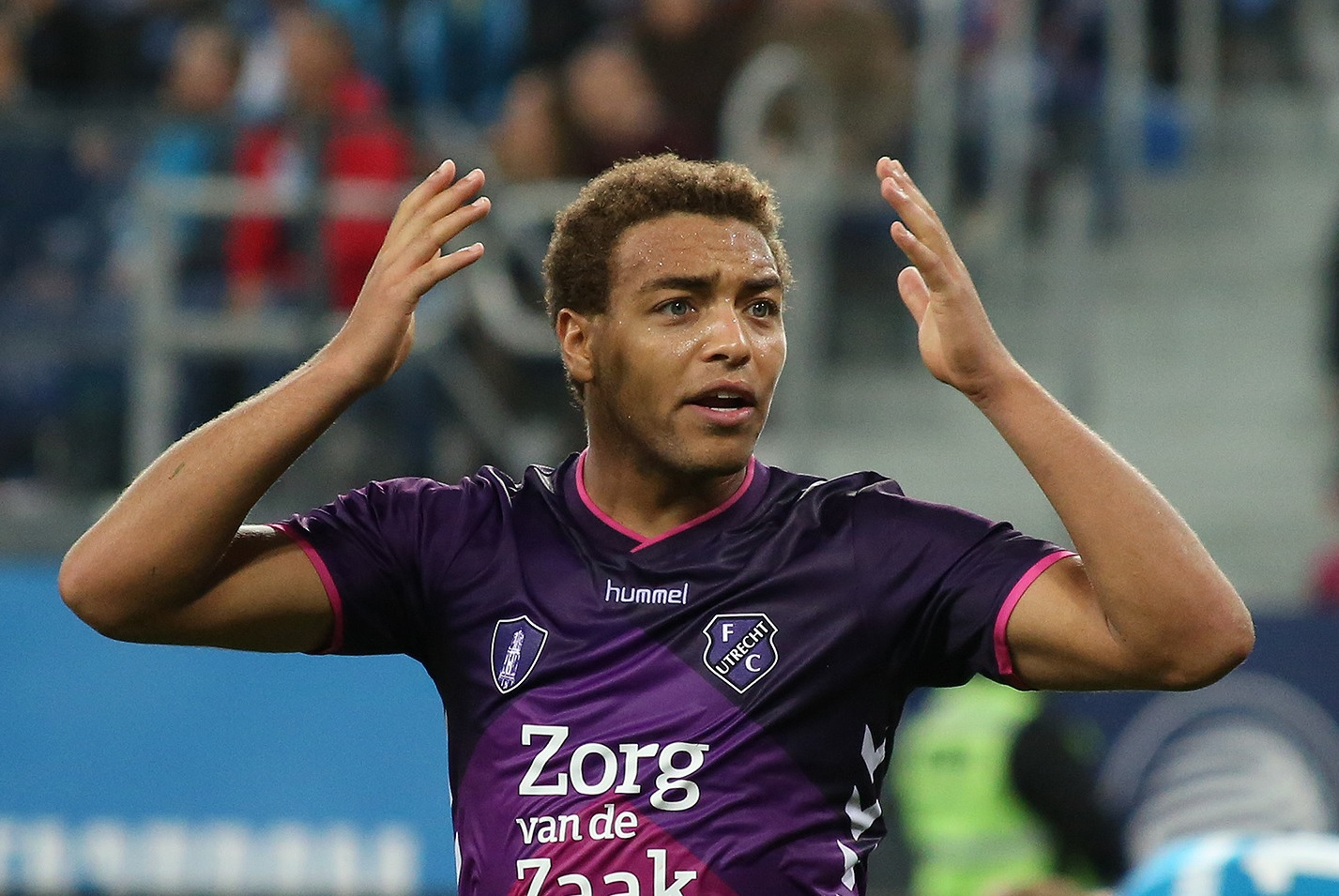
Cyriel Dessers, erster Torschützenkönig der UEFA Europa Conference League

Die Liste der Torschützenkönige der UEFA Conference League umfasst alle Torschützenkönige des seit der Saison 2021/22 ausgespielten Wettbewerbes. Von 2021/22 bis 2023/24 fand der Wettbewerb unter der Bezeichnung UEFA Europa Conference League statt.
Erster Torschützenkönig des Wettbewerbs in der Saison 2021/22 war Cyriel Dessers mit 10 Toren.

## Torschützenkönige
| Saison                                        | Spieler                    | Klub                  | Tore |
| --------------------------------------------- | -------------------------- | --------------------- | ---- |
| 2021/22                                       | Cyriel Dessers             | Feyenoord Rotterdam   | 10   |
| 2022/23                                       | Zeki Amdouni Arthur Cabral | FC Basel AC Florenz   | 7    |
| 2023/24                                       | Ayoub El Kaabi             | Olympiakos Piräus     | 11   |
| 2024/25                                       | Afimico Pululu             | Jagiellonia Białystok | 8    |
| Jeweiliger Sieger des Wettbewerbs Rekordmarke |                            |                       |      |

### Ranglisten
| Rang | Spieler        | Titel |
| ---- | -------------- | ----- |
| 1    | Zeki Amdouni   | 1     |
| 1    | Arthur Cabral  | 1     |
| 1    | Cyriel Dessers | 1     |
| 1    | Ayoub El Kaabi | 1     |
| 1    | Afimico Pululu | 1     |

| Rang | Klub                  | Titel |
| ---- | --------------------- | ----- |
| 1    | Feyenoord Rotterdam   | 1     |
| 1    | FC Basel              | 1     |
| 1    | AC Florenz            | 1     |
| 1    | Olympiakos Piräus     | 1     |
| 1    | Jagiellonia Białystok | 1     |

| Rang | Land      | Titel |
| ---- | --------- | ----- |
| 1    | Nigeria   | 1     |
| 1    | Schweiz   | 1     |
| 1    | Brasilien | 1     |
| 1    | Marokko   | 1     |
| 1    | Angola    | 1     |